# کوشسالوو
کوشسالوو (به چکی: Košťálov) یک منطقهٔ مسکونی در جمهوری چک است که در ناحیه سمیلی واقع شده‌است. کوشسالوو ۱٬۶۹۲ نفر جمعیت دارد و ۳۵۹ متر بالاتر از سطح دریا واقع شده‌است.